# Гримо де Ла Реньер, Александр Бальтазар
Александр Бальтазар Гримо де Ла Реньер (фр. Alexandre Balthazar Laurent Grimod de La Reynière; 20 ноября 1758[…], Париж — 25 декабря 1837[…], Вилье-сюр-Орж) — французский гастроном и кулинарный критик, один из зачинателей этого жанра.

## Биография
Родился в 1758 году в Париже. Хотя его родители были очень богаты и владели особняком на Елисейских полях, они плохо обращались с сыном, так как он родился с инвалидностью — его руки были деформированы, и родители считали, что этим он, якобы, позорит свою семью. Отрочество провёл фактически в затворничестве, его не допускали к семейным праздникам, не брали на выезды в свет. Вместо этого всё свободное время он посвящал чтению и в дальнейшем стал известен как один из образованнейших людей своего времени.
Став старше, Гримо де Ла Реньер обзавёлся друзьями и начал бывать в свете. Руки он скрывал перчатками. Примерно с 1777 года начал сотрудничать, как корреспондент-любитель, с парижскими журналами, первоначально занимался, в основном, театральной критикой. В отсутствие родителей он устраивал для друзей вечеринки в семейном особняке, однако его отец, однажды вернувшись без предупреждения, в гневе от увиденного, прогнал сына из дома, лишил наследства и даже попытался заточить его в монастырь в городе Нанси.
Однако Гримо де Ла Реньер вскоре сумел покинуть монастырь и начал зарабатывать на хлеб как журналист и театральный критик, теперь уже профессиональный. Он даже вступил в связь с актрисой Адель Фёшер, которая в 1790 году родила ему внебрачного сына.
Окончательно свободу Гримо де Ла Реньеру даровала Французская революция: его отец умер в 1792 году, а мать, которая всю жизнь его третировала, Гримо де ла Реньер спас от гильотины благодаря обширным и давним связям с «сомнительными молодыми людьми» (а теперь — влиятельными революционерами), после чего она примирилась с ним.
Став богатым человеком, Гримо де Ла Реньер всецело посвятил себя гастрономии, высокой кухне и ресторанной критике. С 1803 по 1812 год он ежегодно издавал в Париже «Альманах гурманов», посвящённый обзору парижских ресторанов, ставший прообразом для множества изданий того же рода. С 1806 года выходил также ежемесячный журнал. Редколлегия обоих изданий состояла из самого Гримо и его друзей, которые регулярно собирались на торжественные обеды, где дегустировали новые блюда, доставленные им парижскими рестораторами, а свои впечатления описывали в журнале.
В 1812 году Гримо де Ла Реньер окончательно унаследовал состояние своей матери (которая и до этого не возражала против того, чтобы он проматывал его), после чего женился на своей преданной любовнице Адель Фёшер, устроил собственные похороны, чтобы посмотреть, кто придет, а затем удалился в загородный дом Шато-де-Вилье-сюр-Орж, расположенный неподалёку от Парижа, где в спокойной обстановке прожил ещё около 25 лет.
Современный французский историк Паскаль Ори чрезвычайно высоко оценивает вклад Гримо де Ла Реньера во французскую культуру. Гримо де Ла Реньер, фактически, изобрёл такие жанры, как: гастрономический гид (в дальнейшем самым известным изданием такого рода станет гид Мишлен), специальный гастрономический журнал (а также, как сказали бы сейчас, обзоры о еде). Кроме того, Гримо де Ла Реньер, мнение которого было важно для всех рестораторов Парижа, оказал огромное влияние на французскую кухню, разграничив в кулинарной сфере высокое и низменно-повседневное, и, фактически, очертив границы высокой кухни и хорошего вкуса в сфере гастрономии, которым французские кулинары до некоторой степени продолжают следовать до сих пор. Гримо де Ла Реньер был также известным острословом и автором афоризмов, часть из которых время от времени цитируют до сих пор.